# آريش كومار
آريش كومار (مواليد 19 مايو 1999) هو لاعب كرة قدم سنغافوري يلعب حاليًا كلاعب خط وسط في باليستيير خالسا.